# Толонен, Лео Тойвович
Лео Тойвович Толонен (фин. Leo Tolonen, 26 января 1948, Петрозаводск — 2016, Хельсинки) — советский (позже финский) шахматист, мастер спорта СССР (1974), мастер ФИДЕ, международный мастер ИКЧФ (1991).
Детство и юность провел в Петрозаводске.Занимался под руководством В. Машарова.
Окончил Ленинградский технологический институт. По распределению работал на Ярославском шинном заводе.
Чемпион Рязанской области 1971 г.
Выступал в соревнованиях всесоюзного и республиканского уровня, в том числе в отборочных турнирах чемпионатов СССР, чемпионатах ВЦСПС и т.п. Серебряный призер чемпионата РСФСР 1974 г. (разделил 2—4 места с Ю. Д. Аникаевым и А. С. Суэтиным).
Участвовал в турнирах по переписке, в том числе чемпионате РСФСР и полуфиналах 15-го и 18-го чемпионатов мира. В составе сборной СССР участвовал в отборочных соревнованиях командного чемпионата Европы по переписке.
После распада СССР переехал в Финляндию. Жил в Тампере. Выступал в большом количестве местных соревнований. В 1999 г. стал бронзовым призером чемпионата Финляндии (участвовал в дележе 3-го места, получил медаль на основании дополнительных показателей).

## Основные спортивные результаты
| Год                       | Город                                                                      | Соревнование                                                               | + | − | = | Результат | Место  |
| ------------------------- | -------------------------------------------------------------------------- | -------------------------------------------------------------------------- | - | - | - | --------- | ------ |
| 1974                      | Тула                                                                       | Чемпионат РСФСР                                                            |   |   |   |           | 2—4    |
|                           | Даугавпилс                                                                 | Отборочный турнир 42-го чемпионата СССР                                    |   |   |   |           |        |
| 1979                      | Ярославль                                                                  | Чемпионат ВЦСПС                                                            |   |   |   |           |        |
| 1983                      | Краснодар                                                                  | Спартакиада народов РСФСР                                                  |   |   |   |           |        |
| 1995                      | Хельсинки                                                                  | Чемпионат Финляндии                                                        |   |   |   |           | [ 10 ] |
| 1996                      | Ямса                                                                       | Опен-турнир                                                                | 4 | 0 | 1 | 4½ из 5   | 1      |
| 1998                      | Кархула                                                                    | Чемпионат Финляндии                                                        | 3 | 4 | 4 | 5 из 11   | 5—10   |
| 1999                      | Ваммала                                                                    | Чемпионат Финляндии                                                        |   |   |   | 5½ из 9   | 3—6    |
| 2000                      | Хельсинки                                                                  | Чемпионат Финляндии                                                        | 1 | 6 | 6 | 4 из 13   | 14     |
| 2005                      | Лахти                                                                      | Чемпионат Финляндии                                                        | 3 | 4 | 2 | 4 из 9    | 9—13   |
| СОРЕВНОВАНИЯ ПО ПЕРЕПИСКЕ |                                                                            |                                                                            |   |   |   |           |        |
| 1975                      | Мемориал С. А. Есенина                                                     | Мемориал С. А. Есенина                                                     |   |   |   |           | 4      |
| 1980—1982                 | 8-й чемпионат РСФСР                                                        | 8-й чемпионат РСФСР                                                        | 6 | 2 | 7 | 9½ из 15  | 5—6    |
| 1984—1992                 | Полуфинал 15-го чемпионата мира (группа 6)                                 | Полуфинал 15-го чемпионата мира (группа 6)                                 | 7 | 2 | 7 | 10½ из 16 | 4      |
| 1988—1994                 | Полуфинал командного чемпионата Европы (группа 1; сборная СССР, 6-я доска) | Полуфинал командного чемпионата Европы (группа 1; сборная СССР, 6-я доска) | 2 | 1 | 4 | 4 из 7    |        |
| 1989—1994                 | Мемориал И. Абоньи (секция 4)                                              | Мемориал И. Абоньи (секция 4)                                              | 3 | 2 | 5 | 5½ из 10  | 5      |
| 1989—1995                 | Полуфинал 18-го чемпионата мира (группа 8)                                 | Полуфинал 18-го чемпионата мира (группа 8)                                 | 0 | 5 | 9 | 4½ из 14  | 12     |